# Calcinato
Calcinato es una localidad y comune italiana de la provincia de Brescia, región de Lombardía, con 12.229 habitantes.

## Historia
Villa de la República de Venecia desde 1426. Fue ocupada por las tropas napolitanas durante la guerra de Ferrara entre 1483-1484 y por las tropas borbónicas en la guerra de sucesión española de 1704-1706. En sus inmediaciones se desarrolló la batalla de Calcinato el 19 de abril de 1706.

## Evolución demográfica
| Gráfica de evolución demográfica de Calcinato entre 1861 y 2001 |
|                                                                 |
| Fuente ISTAT - elaboración gráfica de Wikipedia                 |